# Waialua
Waialua – jednostka osadnicza w Stanach Zjednoczonych, w stanie Hawaje, na wyspie Oʻahu, w hrabstwie Honolulu.